# Helen Hunley
Wilma Helen Hunley, OC, AOE (* 6. September 1920 in Acme, Alberta; † 22. Oktober 2010) war eine kanadische Politikerin der Progressive Conservative Association of Alberta. Sie war Gesundheitsministerin und Vizegouverneurin von Alberta.

## Biografie
Hunley besuchte in ihrer Kindheit mehrere ländliche Schulen im Süden Albertas. 1933 zog ihre Familie in den Bezirk Rocky Mountain House, wo sie die Rocky Mountain House High School besuchte.
Nach der Schule arbeitete Hunley zunächst als Telefonistin, bis sie 1941 zur kanadischen Armee eingezogen wurde. Zwischen 1943 und 1945 diente sie in Übersee beim Canadian Women's Army Corps und quittierte ihren Dienst dort im Rang eines Leutnants. Nachdem sie ein Jahr auf der Farm ihrer Mutter gearbeitet hatte, war sie neun Jahre lang bei einem Unternehmen tätig, das auf Lastwagen und Werkzeuge spezialisiert war, und anschließend bei einem Versicherungsunternehmen. Sie kaufte beide Unternehmen 1957 auf.
Hunleys politische Laufbahn begann in den 1960er Jahren. Sie war zunächst auf kommunaler Ebene aktiv, von 1960 bis 1966 als Mitglied des Stadtrats von Rocky Mountain House, ab 1966 als Bürgermeisterin. Sie legte dieses Amt nieder, als sie 1971 in die Legislativversammlung von Alberta gewählt wurde. Von 1971 bis 1973 war sie Ministerin ohne Geschäftsbereich und Vorsitzende der Gesundheitskommission. Anschließend war sie Vize-Justizministerin (Solicitor General) und ab 1975 Gesundheitsministerin der Provinz. 1979 verzichtete sie auf eine Wiederwahl.
Nach fünfjähriger Tätigkeit als Vorsitzende des Psychiatrie-Beirates wurde Hunley am 22. Januar 1985 auf Vorschlag von Premierminister Brian Mulroney zur Vizegouverneurin von Alberta ernannt. Sie war die erste Frau in diesem Amt und übte es bis zum 11. März 1991 aus. 1985 wurde ihr die Ehrendoktorwürde der University of Alberta verliehen, 1992 der Order of Canada.